# Marvin Lee Wilson

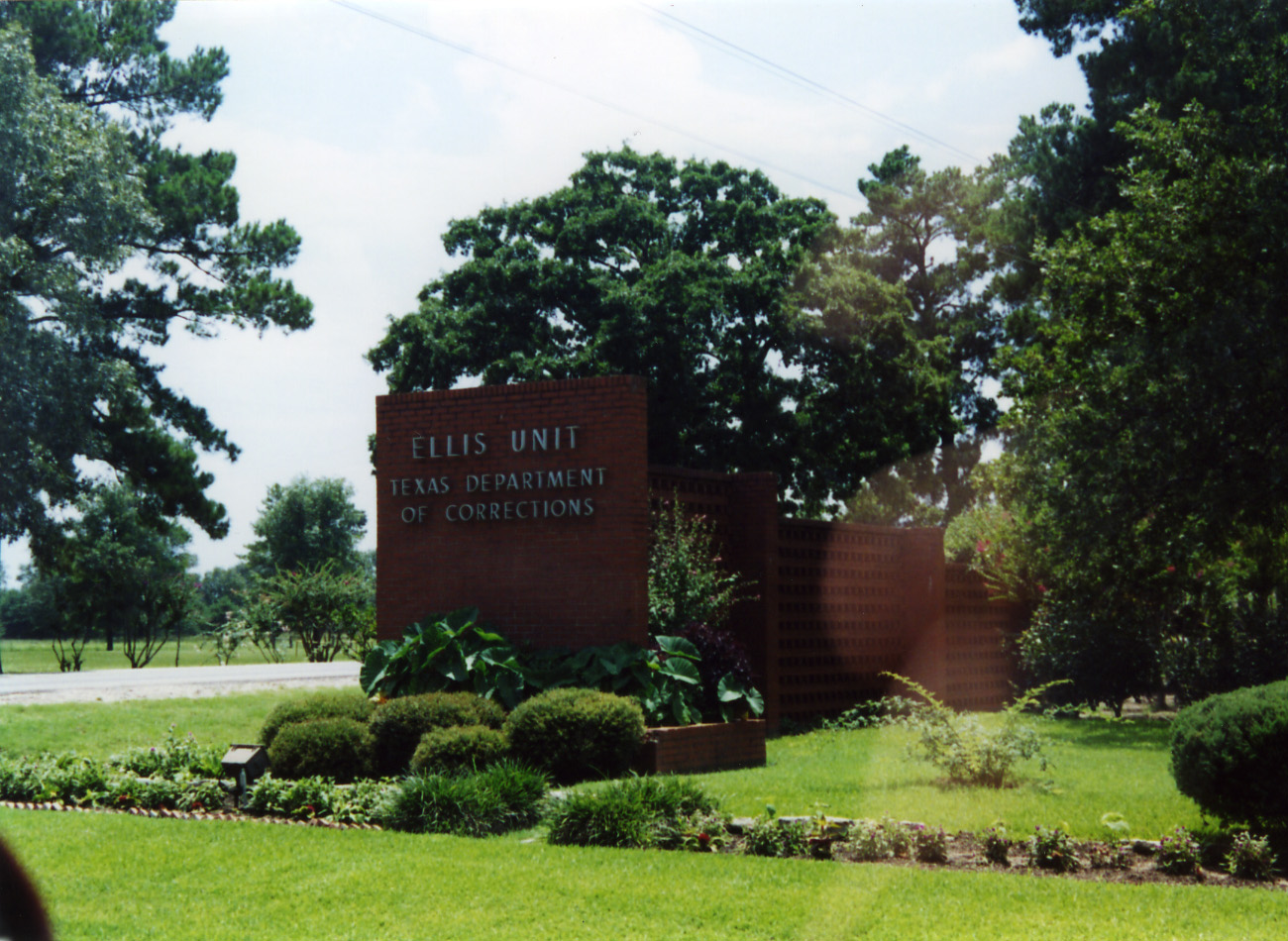
La Unidad Ellis tenía el corredor de la muerte estatal para hombres de Texas, hasta 1999

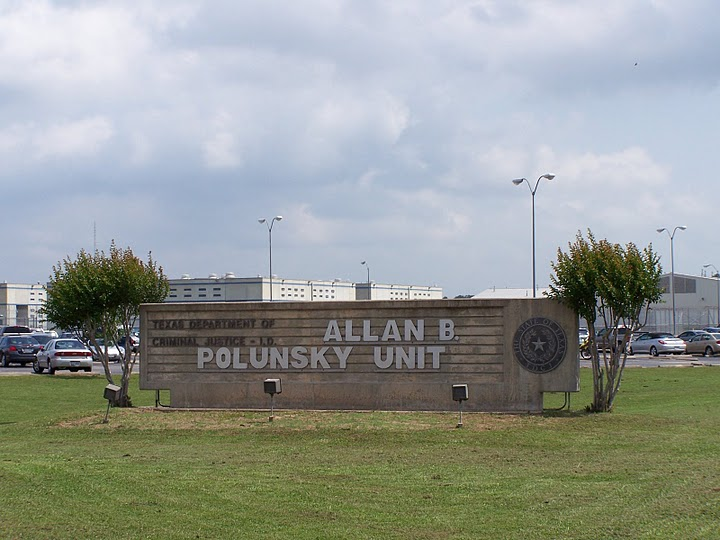
La Unidad Allan B. Polunsky actualmente tiene el corredor de la muerte estatal para hombres de Texas

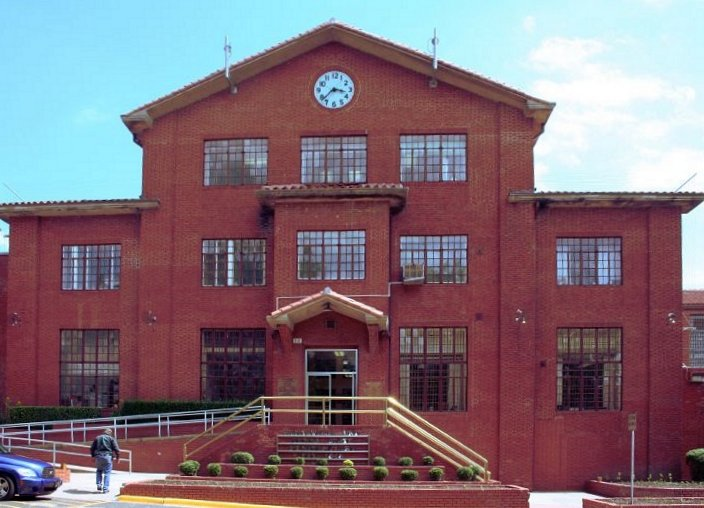
La Unidad de Huntsville tiene la cámara de ejecución estatal de Texas

Marvin Lee Wilson (5 de enero de 1958 - 7 de agosto de 2012) fue un constructor y preso estadounidense que terminó siendo ejecutado por el Estado de Texas en agosto de 2012.

## Biografía
Entró al corredor de la muerte el 9 de mayo de 1992 por el asesinato de un informante de la policía antidroga. Wilson secuestró y fusiló a Jerry Robert Williams de 21 años de edad, después de un enfrentamiento físico entre los dos en la manzana 1500 de Verona en Beaumont. En el momento del asesinato, Wilson tenía dos condenas anteriores por robo.
El cociente intelectual de Wilson ha sido medido a 61, lo que podría significar que él es legalmente retrasado y por lo tanto no elegible para su ejecución de acuerdo con un fallo de la Corte Suprema de los Estados Unidos contra la ejecución de personas con retraso. Sin embargo, el Tribunal Federal de Apelaciones para el Quinto Circuito falló inicialmente en diciembre de 2005, debido a que su abogado no cumplió un plazo de presentación, Wilson no es capaz de presentar nuevas apelaciones en la corte federal.

## Sentencia
El 10 de marzo de 2006, la Corte del Quinto Circuito (Fifth Circuit) concedió un permiso a Wilson de presentar una apelación. En su opinión, la corte escribió: "Estamos satisfechos de que este es el tipo de circunstancias raras y excepcionales que justifiquen" la renuncia a la fecha límite de presentación.
La Coalición Nacional para Abolir la Pena de Muerte afirma que "el caso de Wilson ilustra una de las muchas maneras en el antiterrorismo AEDPA y la Ley de Pena de Muerte Efectiva ha limitado seriamente la capacidad de los condenados a muerte como reclusos sus condenas y sentencias revisadas para determinar si se están llevando a cabo contrario a las leyes de la Constitución".
Él fue encarcelado como preso # 00999098 del Departamento de Justicia Criminal de Texas (TDCJ) Fue encarcelado en la Unidad Ellis hasta 1999. Después de 1999, fue encarcelado en la Unidad Allan B. Polunsky en Livingston, y ejecutado en la Unidad de Huntsville, Texas, el 7 de agosto de 2012.